# Гејл Ведерс
Гејл Ведерс (енгл. Gale Weathers) једна је од троје главних протагониста филмског серијала Врисак, чији је творац Вес Крејвен, као и једини лик који се појављује у свим филмовима. Измислио ју је Кевин Вилијамсон, док је у свих седам филмова тумачи Кортни Кокс.
Гејл је представљена као амбициозна, одлучна и сналажљива новинарка жељна славе, која увек игра кључну улогу у откривању идентитета серијских убица под маском Гостфејса. Иако је у почетку приказана као антагонисткиња и супарница финалне девојке Сидни Прескот, Гејл је на крају филма спасава и постаје херој. Након сваке серије убистава Гејл пише књигу о догађајима који су се одиграли. Књиге постају бестселери и служе као основа за игране филмове серијала Убод, што јој доноси велику славу и чини је препознатљивом медијском личношћу.
Након догађаја из трећег дела, Гејл се удаје за полицајца Дјуија Рајлија и тако постаје Гејл Рајли. Између четвртог и петог дела, они се разводе и Гејл враћа презиме у Ведерс.
Појављивањем у филму Врисак 6 (2023), Кортни Кокс је оборила рекорд као глумица са највише узастопних појављивања у неком хорор серијалу.

## Појављивања
- Врисак 1 (1996)
- Врисак 2 (1997)
- Врисак 3 (2000)
- Врисак 4 (2011)
- Врисак 5 (2022)
- Врисак 6 (2023)
- Врисак 7 (2026)

## Занимљивости
- Кортни Кокс и Дејвид Аркет, глумци који тумаче Гејл и Дјуија, су и у стварном животу били у браку за време дешавања из трећег и четвртог дела, док су се између четвртог и петог развели, баш као и ликови које тумаче. Они су се упознали на снимању првог дела, а према Аркетовим речима велику улогу у њиховом зближавању имао је Вес Крејвен. За разлику од Гејл и Дјуија, који немају деце, Кокс и Аркет имају ћерку Коко Аркет.[5]
- У првом делу Гејл открива свом камерману Кенију да јој је жеља да освоји Пулицерову награду: „Реци ми Кенет, да ли је новинарка јефтиног таблоида икада добила Пулицера?” У трећем делу се из њеног обраћања детективу Кинкејду открива да је још увек није добила, али да је и даље жарко жели: „Кунем Вам се својом Пулицеровом наградом, коју планирам да освојим једног дана”. Такође, Ведерс је након догађаја из другог дела отворила свој сајт, где се потписала као Гејл Ведерс, будућа добитница Пулицерове награде.[6][7]
- У метафиктивном серијалу Убод (енгл. Stab) Гејл тумачи измишљена глумица Џенифер Џоли, коју у стварности тумачи Паркер Поузи. Гејл је у више наврата истакла да није задовољна њеним глумачким способностима, али се током трећег дела спријатељила са Џоли.[8]
- У Мрак филму (2000), лик Гејл Хејлсторм представља пародију лика Гејл Ведерс. Она се у том филму представља као ауторка књиге Ти си мртав, ја сам богата.[9]

## Кастинг
Продуценти су желели да препознатљиво лице тумачи лик новинарке, па је тако улога била понуђена Брук Шилдс и Џанин Гарофало. Гарофоло је одбила улогу пошто је сматрала да је филм превише насилан, али када га је погледала схватила је да је направила велику грешку и касније је изјавила да је „одличан и веома забаван”. Кокс, која је у то време тумачила лик Монике Гелер у планетарно популарном Ен-Би-Сијевом ситкому Пријатељи, није била ни разматрана за ову улогу пошто је раније увек тумачила нежније и љубазније ликове. Међутим, када је сазнала о каквој улози се ради, Кокс је на све начине лобирала за њу, како би показала да уме да се снађе и у улози коју је сама описала као „кучка” и која је у потпоуној супротности са свим што је претходно радила. Њен труд се исплатио пошто је на крају добила улогу.
Унајмљивање Кокс да ради на првом Вриску увело је нови тренд у хорор жанру, који је подразумевао да се и популарни глумци појављују у оваквим филмовима. Према мишљењу Веса Крејвена, Кокс је, уз Нев Кембел, највише допринела популарности овог серијала и успела да привуче и женску публику, која је генерално мање заинтересована за хорор филмове.
Током снимања пет од шест филмова из серијала Кокс је паралелно радила на популарним телевизијским серијама. У прва три дела у питању су били Пријатељи, у четвртом Кугар таун, а у шестом Блистава долина. Кокс је успевала да заврши на време са снимањем и да притом не пропусти ни једну епизоду ових серија. Током снимања четвртог дела, она је отворено тражила да њен лик буде убијен, пошто жели да се посвети другим пројектима, али је Крејвен одбио њен захтев. Једанаест година касније, Кокс је променила своје мишљење и наставила је да тумачи Гејл. У интервјуу у ком је најавила свој повратак у шестом делу, она је изјавила да је „Гејл је тако јака личност, да она никада не може да умре”.